# Les bruixes (pel·lícula)
 Les bruixes  (títol original en italià: Le streghe) és una pel·lícula d'esquetxos francoitaliana estrenada el 1967. Directors: 
- Luchino Visconti – 1r esquetx: La bruixa cremada viva (La strega bruciata viva)
- Mauro Bolognini – 2n esquetx: Sentit cívic (Senso civico)
- Pier Paolo Pasolini – 3r esquetx: La Terra vista des de la Lluna (La Terra vista dalla luna)
- Franco Rossi – 4t esquetx: La siciliana (La Siciliana)
- Vittorio De Sica – 5è esquetx: Una vesprada com una altra (Una sera come el altre)

Ha estat doblada al català.

## Argument i dades tècniques
Cinc mirades llatines a comportements femenins estranyns al segle xx.

### 1r esquetx:La bruixa cremada viva
Un hivern, a Àustria, una famosa actriu passa la vesprada amb alguns amics. Però, trobant-se malament, una vegada desmaquillada i trets els seus artificis, després de moltes revelacions, es troba transformada...
- títol original: La strega bruciata viva
- direcció: Luchino Visconti
- guió: Giuseppe Patroni Griffi, Cesare Zavattini
- muntatge: Mario Serandrei
- duració: 37 minuts

### 2n esquetx:Sentit cívic
Una automobilista amb pressa és obligada a transportar d'urgència un conductor accidentat a l'hospital. Utilitzarà l'estratagema del vehicle prioritari (un mocador blanc) per als seus propis fins...
- títol original: Senso civico
- direcció: Mauro Bolognini
- guió: Mauro Bolognini, Agenore Incrocci, Furio Scarpelli, Bernardino Zapponi
- muntatge: Nino Baragli

### 3r esquetx:La Terra vista des de la Lluna
Un vell, acompanyat del seu fill, babau, s'agenolla davant la tomba de la seva esposa, morta per menjar bolets verinosos. De seguida, es posen a buscar una dona per reemplaçar aquesta mare i esposa. Abans de tot, es posen d'acord perquè no sigui pèl-roja! Al cap d'un any, acaben trobant una jove molt bonica, sorda i muda. Per reunir més diners i millorar el seu habitatge (una pobra barraca en una zona industrial), organitzen el fals suïcidi de la jove esposa. Desgraciadament, aquesta trepitja una pell de plàtan i mor realment.
- títol original: La Terra vista dalla luna
- direcció: Pier Paolo Pasolini
- guió: Pier Paolo Pasolini
- Música addicional: trossos de Nabucco de Giuseppe Verdi
- muntatge: Nino Baragli
- duració: 31 min

### 4t esquetx:La siciliana
Una vendetta acaba amb sang, tot i que els antagonistes han oblidat què l'ha iniciada; en principi, per una dona que pretenia haver estat deshonrada per un home del poble del costat.
- títol original: La siciliana
- direcció: Franco Rossi
- guió: Roberto Gianviti, Luigi Magni, Franco Rossi
- muntatge: Giorgio Serrallonga

### 5è esquetx:Una vesprada com una altra
Giovanna és abandonada després de molts anys pel seu marit Charlie, un home desenganyat. Es refugia en un món imaginari en què es veu com una dona cobejada per un superheroi...
- títol original: Una sera come el altre
- direcció: Vittorio De Sica
- guió: Fabio Carpi, Enzo Muzii, Cesare Zavattini
- muntatge: Adriana Novelli

## Repartiment
Silvana Mangano és el fil conductor, heroïna de tots els esquetxos.

### 1r esquetx:La bruixa cremada viva
- Silvana Mangano: Gloria
- Annie Girardot: Valeria
- Francisco Rabal: el marit de Valeria
- Massimo Girotti: l'esportista
- Véronique Vendell: L'amant
- Marilù Tolo: la serventa
- Helmut Berger: el jove de l'hotel
- Nora Ricci: la secretària de Gloria

### 2n esquetx:Sentit cívic
- Silvana Mangano: l'automobilista amb presses
- Alberto Sordi: el camioner commocionat

### 3r esquetx:La Terra vista des de la Lluna
- Silvana Mangano: Assurdina Caì
- Totò: Ciancicato Miao
- Ninetto Davoli: Baciu Miao
- Mario Cipriani: el capellà
- el grup de turistes: 
  - Laura Betti: caricatura d'Oliver Hardy
  - Luigi Leoni: caricatura de Stan Laurel

### 4t esquetx:La siciliana
- Silvana Mangano: Nunzia
- Pietro Tordi: el pare de Nunzia

### 5è esquetx:Una vesprada com una altra
- Silvana Mangano: Giovanna
- Clint Eastwood: Charlie
- Valentino Macchi: l'home de l'estadi
- Gianni Gori: Diabolik
- Paolo Gozlino: Mandrake
- Franco Moruzzi: Sadik
- Angelo Santi: Flash Gordon
- Pietro Torrisi: Batman